# 2024年全澳籃球聯賽高級組
2024年全澳籃球聯賽高級組為澳門籃球總會舉辦，於2024年11月8日開始比賽，共有10支隊伍參賽。

## 賽事概況
新一季本地籃球聯賽高級組11月8日第一場7點在望廈體育中心正式開鑼，第二場8時半由福建對加義之友，賽前因加義之友人數不足，登錄球員僅只是七名，在法定時間內未上場而棄權。
11月9日慈青迎戰紅藍，慈青初時憑對抗強度的優勢，冰封紅藍的得分端，一度領先20：6，但紅藍次節表現回穩，追至21：31。雙方在下半場陷入僵局，慈青出現較多傳導失誤，但憑黃愷在比賽尾段一記三分冷箭助球隊拉開至安全分差，加上隊友李志浩兩度快攻得手，以61：55戰勝紅藍。11月10日藍英鬥警察全場“雞聲不斷”，兩隊對抗火藥味十足，警察憑第三節尾段的連續三分雨建立優勢，最終以72：64擊退藍英，取得開門紅。
11月17日紅藍迎戰警察，紅藍入局較慢，由中途入替的陳子浪、李澤明交出貢獻，警察則有胡泓葉投入兩球三分，梁志威及李梁劍等在籃下得手，首節領先22：8。紅藍在第二節反撲大爆發及採取緊逼戰術，並以輪換避免個人長時間體力下降，由司徒希信、梁楚霖、黃泊豪及呂良海接連投中三分，黃泊豪、梁楚霖及李澤明通過傳球撕破警察的防守得分。警察亦有張國俊、胡泓葉、洪日輝射入三分，前者在籃下硬上得手，但面對重拾手感的紅藍只能被對手收復失地，半場僅領先38：36。易邊後雙方上演攻防戰，紅藍與警察互相在緊逼防守下致命中率下降，紅藍有洪藝俊及梁楚霖連番藉反擊快攻得手反超。第四節雙方均手緊，多次進攻無果進入白熱化。警察在最後11秒由李梁劍投中，追至57平手需要加時。紅藍在加時由陳子良三次命中獨取8分終結比賽，助紅藍以68：59擊敗警察，打開勝利之門。
黑熊與昊駿均具衝擊錦標的能力，兩隊相遇被視為四強前哨戰。昊駿與黑熊上演今季最扣人心弦的對攻戰，激鬥至加時，黑熊憑梁建寧攻入全場最高三十分，加上陳駿偉命中關鍵罰球，以94：90擊退昊駿，保持全勝。
五連敗的藍英與紅藍鬥至最後一秒，藍英憑蕭嘉晉在下半場的殺神級表現，以76：67擊退紅藍在今季開齋。藍英與郵青戰績相近，兩隊目標均是留在高級組。郵青今季一勝難求，藍英則在紅藍身上取得首勝。最終藍英以88：63擊退郵青，贏得關鍵戰。郵青則六戰全敗。 慈青與藍英戰績相近，藍英今仗祇要贏波，便能壓過慈青取得更高名次。最終藍英以74：69贏得關鍵戰，追至與慈青同為三勝五負，且憑較佳對賽戰以第五名完成初賽，慈青則排第六。
2025年2月11日塔石體育館上演四強大戰，本地男籃最高水平對決。黑熊以121：89擊敗福青，與同日擊敗衛冕冠軍福建的昊駿會師決賽，爭奪高級組冠軍寶座。福建與昊駿在四強重演上屆決賽翻版，兩隊首節便祭出季後賽級別的防守，昊駿張俊勇一改過去的衝擊型打法，改以中投及三分建功；福建羅協銘半場已得分上雙，兩隊不斷改變防守陣型向對方施壓。昊駿下半場發揮速度優勢，把握福建的失誤，但打不死的福建在第四節再現韌性，利用最擅長的防守反擊追至個位數分差。進入第四節雖已是晚上11時，觀眾席仍有大批觀眾為心愛球隊打氣。福建林嘉榮射入三分後追至落後五分，但昊駿張俊勇多次單打得手，加上何浩然快攻上籃，最後五分鐘再拉開11分。昊駿在最後幾分鐘使用半場人盯人，福建雖有羅協銘攻入全場最高的廿三分，讀秒階段再收窄至個位數分差，但昊駿合理利用進攻時間，最終贏72：63成功復仇，會與黑熊會師三場兩勝的決賽爭冠軍。福建十二連霸終結，與同門的福青爭季軍。
今季高級組在加義之友因報名人數不足被取消參賽資格後，就降班制度改為第七至九名的單循環賽制。紅藍、警察與郵青爭護級，紅藍率先擊敗警察搶得主動權，警察背水一戰迎戰郵青，有陳海恆及胡泓業缺陣，由張國俊、陳俊發及梁志威等領軍，郵青重兵應對這場關鍵護級戰，使用雙中陣容，涂蘇子、盧境軒保護籃下，劉富賢、吳宇熙及劉思放披甲。警察在殘陣出擊下，梁志威更在第二節傷出，雖有張國俊交出28分，但郵青靠三人得分上雙及吳宇熙貢獻全場最高32分，最終助郵青贏82：67，成功護級，警察連敗後決定下季降班。
由福建撼師弟福青爭季軍。福建僅七人出戰，由鄧萬耀、吳榮鵬、王昊桐、蘇栢龍及林嘉榮擔正；福青更僅有六人登錄，由聶釗華及古駿軒等領軍。雙方節奏一般，福建由林嘉榮及吳榮鵬得分，首節領先27：20。第二節勢均力敵，福建靠王昊桐及李智鵬交出不少貢獻，以57：50完半場。兩軍在下半場似練波互有攻守，雙方全員均得分上雙。林嘉榮獨取45分，助福建贏128：109獲季軍。
黑熊與昊駿在決賽首回合交鋒，黑熊憑干尼及梁建寧合共貢獻60分，贏105：88先拔頭籌。2月20日上演高級組決賽次回合，背水一戰的昊駿雖有五人得分上雙，全場與黑熊打成五五波，但黑熊有外援干尼及梁建寧合轟78分，干尼更在讀秒階段射入三分，助球隊最終再贏107：101，連贏兩場首次登上高級組冠軍寶座，昊駿連續兩屆屈居亞軍。

## 賽事[14]

### 循環賽
| 排名 | 隊伍     | 賽 | 勝 | 負 | 得  | 失  | 差   |            |
| ---- | -------- | -- | -- | -- | --- | --- | ---- | ---------- |
| 1    | 澳門黑熊 | 8  | 8  | 0  | 806 | 545 | +261 | 晉級四強   |
| 2    | 昊駿     | 8  | 7  | 1  | 762 | 532 | +230 | 晉級四強   |
| 3    | 福建     | 8  | 6  | 2  | 770 | 557 | +213 | 進入複賽   |
| 4    | 福青     | 8  | 5  | 3  | 646 | 666 | −20  | 進入複賽   |
| 5    | 藍英     | 8  | 3  | 5  | 529 | 604 | −75  | 進入複賽   |
| 6    | 慈青     | 8  | 3  | 5  | 521 | 628 | −107 | 進入複賽   |
| 7    | 紅藍     | 8  | 2  | 6  | 539 | 672 | −133 | 進入護級賽 |
| 8    | 警察     | 8  | 2  | 6  | 504 | 647 | −143 | 進入護級賽 |
| 9    | 郵青     | 8  | 0  | 8  | 544 | 750 | −206 | 進入護級賽 |
| 10   | 加義之友 | 0  | 0  | 0  | 0   | 20  | −20  | 取消資格   |

#### 第1輪
| 2024年11月8日 | 郵青                                  | 73–93                                 | 黑熊                                  | 望廈體育館2號場 |  |
| 19:00（PST）  | 每節分數： 23—23、18—24、18—19、14—27 | 每節分數： 23—23、18—24、18—19、14—27 | 每節分數： 23—23、18—24、18—19、14—27 |                 |  |
|               |                                       |                                       |                                       |                 |  |

| 2024年11月8日 | 福建 | 20–0 | 加義之友（棄權） | 望廈體育館2號場 |  |
| 20:30（PST）  |      |      |                  |                 |  |
|               |      |      |                  |                 |  |

| 2024年11月9日 | 紅藍                                 | 55–61                                | 慈青                                 | 望廈體育館1號場 |  |
| 19:00（PST）  | 每節分數： 6—20、15—12、14—13、20—16 | 每節分數： 6—20、15—12、14—13、20—16 | 每節分數： 6—20、15—12、14—13、20—16 |                 |  |
|               |                                      |                                      |                                      |                 |  |

| 2024年11月9日 | 福青                                  | 65–85                                 | 昊駿                                  | 望廈體育館1號場 |  |
| 20:30（PST）  | 每節分數： 13—18、16—20、13—24、23—23 | 每節分數： 13—18、16—20、13—24、23—23 | 每節分數： 13—18、16—20、13—24、23—23 |                 |  |
|               |                                       |                                       |                                       |                 |  |

| 2024年11月10日 | 藍英                                 | 64–72                                | 警察                                 | 望廈體育館1號場 |  |
| 20:30（PST）   | 每節分數： 16—18、18—15、8—28、22—11 | 每節分數： 16—18、18—15、8—28、22—11 | 每節分數： 16—18、18—15、8—28、22—11 |                 |  |
|                |                                      |                                      |                                      |                 |  |

#### 第2輪
| 2024年11月16日 | 黑熊 | —–— | 加義之友 | 望廈體育館2號場 |  |
| 19:30（PST）   |      |     |          |                 |  |
|                |      |     |          |                 |  |

| 2024年11月16日 | 郵青                                 | 73–92                                | 慈青                                 | 望廈體育館2號場 |  |
| 20:30（PST）   | 每節分數： 20—31、28—14、18—21、7—26 | 每節分數： 20—31、28—14、18—21、7—26 | 每節分數： 20—31、28—14、18—21、7—26 |                 |  |
|                |                                      |                                      |                                      |                 |  |

| 2024年12月2日 | 福建                                  | 74–79                                 | 昊駿                                  | 望廈體育館2號場 |  |
| 20:00（PST）  | 每節分數： 14—18、11—20、26—26、23—15 | 每節分數： 14—18、11—20、26—26、23—15 | 每節分數： 14—18、11—20、26—26、23—15 |                 |  |
|               |                                       |                                       |                                       |                 |  |

| 2024年11月17日 | 紅藍                                            | 68–59（OT）                                     | 警察                                            | 望廈體育館2號場 |  |
| 20:30（PST）   | 每節分數： 8—22、28—16、17—13、4—6、加时： 11—2 | 每節分數： 8—22、28—16、17—13、4—6、加时： 11—2 | 每節分數： 8—22、28—16、17—13、4—6、加时： 11—2 |                 |  |
|                |                                                 |                                                 |                                                 |                 |  |

| 2024年11月18日 | 福青                                  | 71–61                                 | 藍英                                  | 望廈體育館1號場 |  |
| 20:30（PST）   | 每節分數： 20—14、20—16、15—18、16—13 | 每節分數： 20—14、20—16、15—18、16—13 | 每節分數： 20—14、20—16、15—18、16—13 |                 |  |
|                |                                       |                                       |                                       |                 |  |

#### 第3輪
| 2024年11月22日 | 慈青                                  | 65–109                                | 黑熊                                  | 望廈體育館2號場 |  |
| 19:00（PST）   | 每節分數： 19—38、19—26、16—21、11—24 | 每節分數： 19—38、19—26、16—21、11—24 | 每節分數： 19—38、19—26、16—21、11—24 |                 |  |
|                |                                       |                                       |                                       |                 |  |

| 2024年11月22日 | 加義之友 | —–— | 昊駿 | 望廈體育館2號場 |  |
| 20:30（PST）   |          |     |      |                 |  |
|                |          |     |      |                 |  |

| 2024年11月23日 | 郵青                                  | 61–76                                 | 警察                                  | 望廈體育館2號場 |  |
| 19:00（PST）   | 每節分數： 14—25、20—18、15—17、12—16 | 每節分數： 14—25、20—18、15—17、12—16 | 每節分數： 14—25、20—18、15—17、12—16 |                 |  |
|                |                                       |                                       |                                       |                 |  |

| 2024年11月23日 | 福建                                 | 75–45                                | 藍英                                 | 望廈體育館2號場 |  |
| 20:30（PST）   | 每節分數： 18—14、24—7、14—12、19—12 | 每節分數： 18—14、24—7、14—12、19—12 | 每節分數： 18—14、24—7、14—12、19—12 |                 |  |
|                |                                      |                                      |                                      |                 |  |

| 2024年11月24日 | 紅藍                                 | 81–87                                | 福青                                 | 望廈體育館2號場 |  |
| 20:30（PST）   | 每節分數： 30—22、26—22、17—25、8—18 | 每節分數： 30—22、26—22、17—25、8—18 | 每節分數： 30—22、26—22、17—25、8—18 |                 |  |
|                |                                      |                                      |                                      |                 |  |

#### 第4輪
| 2024年11月27日 | 昊駿                                               | 90–94（OT）                                        | 黑熊                                               | 望廈體育館2號場 |  |
| 19:00（PST）   | 每節分數： 24—28、23—16、17—16、20—24、加时： 6—10 | 每節分數： 24—28、23—16、17—16、20—24、加时： 6—10 | 每節分數： 24—28、23—16、17—16、20—24、加时： 6—10 |                 |  |
|                |                                                    |                                                    |                                                    |                 |  |

| 2024年11月27日 | 慈青                                | 54–46                               | 警察                                | 望廈體育館2號場 |  |
| 20:30（PST）   | 每節分數： 8—15、16—12、16—14、14—5 | 每節分數： 8—15、16—12、16—14、14—5 | 每節分數： 8—15、16—12、16—14、14—5 |                 |  |
|                |                                     |                                     |                                     |                 |  |

| 2024年11月29日 | 加義之友 | —–— | 藍英 | 望廈體育館2號場 |  |
| 19:00（PST）   |          |     |      |                 |  |
|                |          |     |      |                 |  |

| 2024年11月29日 | 福建                                  | 87–51                                 | 紅藍                                  | 望廈體育館2號場 |  |
| 20:30（PST）   | 每節分數： 26—12、19—12、23—11、19—16 | 每節分數： 26—12、19—12、23—11、19—16 | 每節分數： 26—12、19—12、23—11、19—16 |                 |  |
|                |                                       |                                       |                                       |                 |  |

| 2024年11月30日 | 郵青                                  | 86–90                                 | 福青                                  | 望廈體育館2號場 |  |
| 20:30（PST）   | 每節分數： 16—18、26—22、18—29、26—21 | 每節分數： 16—18、26—22、18—29、26—21 | 每節分數： 16—18、26—22、18—29、26—21 |                 |  |
|                |                                       |                                       |                                       |                 |  |

#### 第5輪
| 2024年12月27日 | 黑熊                                  | 100–59                                | 警察                                  | 望廈體育館2號場 |  |
| 20:30（PST）   | 每節分數： 28—13、21—14、34—13、17—19 | 每節分數： 28—13、21—14、34—13、17—19 | 每節分數： 28—13、21—14、34—13、17—19 |                 |  |
|                |                                       |                                       |                                       |                 |  |

| 2024年12月13日 | 昊駿                                  | 77–60                                 | 藍英                                  | 望廈體育館2號場 |  |
| 20:30（PST）   | 每節分數： 22—12、20—13、12—17、23—18 | 每節分數： 22—12、20—13、12—17、23—18 | 每節分數： 22—12、20—13、12—17、23—18 |                 |  |
|                |                                       |                                       |                                       |                 |  |

| 2024年12月14日 | 慈青                                  | 61–81                                 | 福青                                  | 望廈體育館2號場 |  |
| 19:00（PST）   | 每節分數： 14—21、15—17、22—19、10—24 | 每節分數： 14—21、15—17、22—19、10—24 | 每節分數： 14—21、15—17、22—19、10—24 |                 |  |
|                |                                       |                                       |                                       |                 |  |

| 2024年12月14日 | 郵青                                 | 62–113                               | 福建                                 | 望廈體育館2號場 |  |
| 20:30（PST）   | 每節分數： 8—37、15—25、17—18、22—33 | 每節分數： 8—37、15—25、17—18、22—33 | 每節分數： 8—37、15—25、17—18、22—33 |                 |  |
|                |                                      |                                      |                                      |                 |  |

#### 第6輪
| 2024年12月22日 | 黑熊                                  | 110–61                                | 藍英                                  | 望廈體育館2號場 |  |
| 19:00（PST）   | 每節分數： 28—16、20—17、26—12、36—16 | 每節分數： 28—16、20—17、26—12、36—16 | 每節分數： 28—16、20—17、26—12、36—16 |                 |  |
|                |                                       |                                       |                                       |                 |  |

| 2025年1月4日 | 警察                                  | 75–85                                 | 福青                                  | 望廈體育館2號場 |  |
| 20:30（PST） | 每節分數： 21—19、17—23、19—23、18—20 | 每節分數： 21—19、17—23、19—23、18—20 | 每節分數： 21—19、17—23、19—23、18—20 |                 |  |
|              |                                       |                                       |                                       |                 |  |

| 2024年12月23日 | 昊駿                                 | 126–62                               | 紅藍                                 | 望廈體育館2號場 |  |
| 19:00（PST）   | 每節分數： 27—13、25—7、34—21、40—21 | 每節分數： 27—13、25—7、34—21、40—21 | 每節分數： 27—13、25—7、34—21、40—21 |                 |  |
|                |                                      |                                      |                                      |                 |  |

| 2024年12月23日 | 慈青                                  | 59–109                                | 福建                                  | 望廈體育館2號場 |  |
| 20:30（PST）   | 每節分數： 14—27、13—14、18—39、14—29 | 每節分數： 14—27、13—14、18—39、14—29 | 每節分數： 14—27、13—14、18—39、14—29 |                 |  |
|                |                                       |                                       |                                       |                 |  |

#### 第7輪
| 2024年12月29日 | 昊駿                                  | 114–65                                | 郵青                                  | 望廈體育館2號場 |  |
| 19:00（PST）   | 每節分數： 32—10、33—16、25—11、24—18 | 每節分數： 32—10、33—16、25—11、24—18 | 每節分數： 32—10、33—16、25—11、24—18 |                 |  |
|                |                                       |                                       |                                       |                 |  |

| 2024年12月29日 | 藍英                                  | 76–67                                 | 紅藍                                  | 望廈體育館2號場 |  |
| 20:30（PST）   | 每節分數： 23—15、11—18、20—13、22—21 | 每節分數： 23—15、11—18、20—13、22—21 | 每節分數： 23—15、11—18、20—13、22—21 |                 |  |
|                |                                       |                                       |                                       |                 |  |

| 2024年12月30日 | 警察                                  | 65–105                                | 福建                                  | 望廈體育館2號場 |  |
| 19:00（PST）   | 每節分數： 16—19、14—34、15—20、20—32 | 每節分數： 16—19、14—34、15—20、20—32 | 每節分數： 16—19、14—34、15—20、20—32 |                 |  |
|                |                                       |                                       |                                       |                 |  |

| 2024年12月30日 | 福青                                  | 55–101                                | 黑熊                                  | 望廈體育館2號場 |  |
| 20:30（PST）   | 每節分數： 13—23、13—26、14—30、15—22 | 每節分數： 13—23、13—26、14—30、15—22 | 每節分數： 13—23、13—26、14—30、15—22 |                 |  |
|                |                                       |                                       |                                       |                 |  |

#### 第8輪
| 2025年1月5日 | 昊駿                                 | 81–60                                | 慈青                                 | 望廈體育館2號場 |  |
| 19:00（PST） | 每節分數： 20—22、24—9、22—20、15—11 | 每節分數： 20—22、24—9、22—20、15—11 | 每節分數： 20—22、24—9、22—20、15—11 |                 |  |
|              |                                      |                                      |                                      |                 |  |

| 2025年1月5日 | 藍英                                 | 88–63                                | 郵青                                 | 望廈體育館2號場 |  |
| 20:30（PST） | 每節分數： 22—7、18—20、22—21、26—15 | 每節分數： 22—7、18—20、22—21、26—15 | 每節分數： 22—7、18—20、22—21、26—15 |                 |  |
|              |                                      |                                      |                                      |                 |  |

| 2025年1月8日 | 福青                                  | 112–116                               | 福建                                  | 望廈體育館1號場 |  |
| 19:00（PST） | 每節分數： 24—29、29—20、31—39、28—28 | 每節分數： 24—29、29—20、31—39、28—28 | 每節分數： 24—29、29—20、31—39、28—28 |                 |  |
|              |                                       |                                       |                                       |                 |  |

| 2025年1月8日 | 紅藍                                  | 71–115                                | 黑熊                                  | 望廈體育館1號場 |  |
| 20:30（PST） | 每節分數： 21—30、17—40、18—23、15—22 | 每節分數： 21—30、17—40、18—23、15—22 | 每節分數： 21—30、17—40、18—23、15—22 |                 |  |
|              |                                       |                                       |                                       |                 |  |

#### 第9輪
| 2025年1月20日 | 黑熊                                  | 84–71                                 | 福建                                  | 塔石體育館 |  |
| 19:00（PST）  | 每節分數： 23—17、22—17、17—24、22—13 | 每節分數： 23—17、22—17、17—24、22—13 | 每節分數： 23—17、22—17、17—24、22—13 |            |  |
|               |                                       |                                       |                                       |            |  |

| 2025年1月14日 | 紅藍                                  | 84–61                                 | 郵青                                  | 塔石體育館 |  |
| 20:30（PST）  | 每節分數： 27—16、21—14、13—14、25—17 | 每節分數： 27—16、21—14、13—14、25—17 | 每節分數： 27—16、21—14、13—14、25—17 |            |  |
|               |                                       |                                       |                                       |            |  |

| 2025年1月15日 | 藍英                                  | 74–69                                 | 慈青                                  | 塔石體育館 |  |
| 19:00（PST）  | 每節分數： 20—19、11—11、21—16、22—23 | 每節分數： 20—19、11—11、21—16、22—23 | 每節分數： 20—19、11—11、21—16、22—23 |            |  |
|               |                                       |                                       |                                       |            |  |

| 2025年1月15日 | 警察                                 | 52–110                               | 昊駿                                 | 塔石體育館 |  |
| 20:30（PST）  | 每節分數： 13—20、10—31、7—33、22—26 | 每節分數： 13—20、10—31、7—33、22—26 | 每節分數： 13—20、10—31、7—33、22—26 |            |  |
|               |                                      |                                      |                                      |            |  |

1. 1 2  因加義之友人數不足，在法定時間內未上場而棄權。
2. 1 2 3 4 5 6  因加義之友的球員登記人數不足規定八人以上，僅只七名球員報名，不合籃總相關章程條件，所以不獲資格繼續參與今屆高級組聯賽。
3. ↑  原定賽事為11月17日19:00舉行。
4. ↑  澳門黑熊參加在12月11日因舉行東亞超級聯賽與新北國王比賽，同月13日本地賽事延期至27日。
5. ↑  原定賽事為2024年12月22日20:30舉行。
6. ↑  原定賽事為2025年1月14日19:00舉行。

### 複賽
籃總更新高級組賽制後，第七至九名的紅藍、警察及郵青以單循環作賽，排第九名會降落至公開賽，其餘兩隊則成功護級。
| 2025年1月20日 20:30（PST） |

|  |

| 福青                                 | 94–49 | 藍英 |
| 每節分數： 24—15、24—15、20—9、26—10 |       |      |

| 2025年2月7日 19:00（PST） |

|  |

| 紅藍                                  | 86–75 | 警察 |
| 每節分數： 26—14、30—18、19—25、11—18 |       |      |

| 2025年2月7日 20:30（PST） |

|  |

| 福建                                  | 83–62 | 慈青 |
| 每節分數： 17—12、31—19、20—10、15—21 |       |      |

| 2025年2月13日 19:00（PST） |

|  |

| 慈青                                 | 60–55 | 藍英 |
| 每節分數： 18—23、10—10、18—15、14—7 |       |      |

| 2025年2月13日 20:30（PST） |

|  |

| 警察                                  | 67–82 | 郵青 |
| 每節分數： 18—25、18—20、13—15、18—22 |       |      |

| 2025年2月20日 19:00（PST） |

|  |

| 郵青                                 | 52–81 | 紅藍 |
| 每節分數： 20—12、9—30、12—20、11—19 |       |      |

### 四強賽
| 2025年2月11日 20:00（PST） |

|  |

| 黑熊                                  | 121–89 | 福青 |
| 每節分數： 32—17、32—24、22—29、35—19 |        |      |

| 2025年2月11日 21:30（PST） |

|  |

| 昊駿                                 | 72–63 | 福建 |
| 每節分數： 23—13、14—20、17—9、18—21 |       |      |

### 季軍賽
| 2025年2月14日 19:00（PST） |

|  |

| 福青                                  | 109–128 | 福建 |
| 每節分數： 20—27、30—30、32—39、27—32 |         |      |

### 決賽

#### 第一回合
| 2025年2月14日 20:30（PST） |

|  |

| 黑熊                                  | 105–88 | 昊駿 |
| 每節分數： 29—16、26—22、28—22、22—28 |        |      |

#### 第二回合
| 2025年2月20日 20:30（PST） |

|  |

| 黑熊                                  | 107–101 | 昊駿 |
| 每節分數： 29—30、22—16、25—26、31—28 |         |      |

#### 第三回合
| 2025年2月25日 20:00（PST） |

|  |

| 黑熊 | vs. | 昊駿 |

## 個人獎項
| 獎項   | 獎項   | 得主   | 球隊     | 參考 |
| ------ | ------ | ------ | -------- | ---- |
| 得分王 | 得分王 | 林嘉榮 | 福青     |      |
| 三分王 | 三分王 | 林嘉榮 | 福青     |      |
| 籃板王 | 籃板王 | 戴亞斯 | 澳門黑熊 |      |

## 外部連結
- 澳門籃球總會官方網站 （页面存档备份，存于）